# Redoximetro
Il redoximetro è uno strumento per misurare il potenziale di ossidoriduzione (redox, da cui il nome) di una soluzione, che viene tipicamente espresso in milliVolt.
È utilizzato nelle piscine, per verificare l'attività disinfettante del cloro, e negli acquari, dove valori troppo bassi indicano povertà di ossigeno disciolto.